# Clematis alternata
Clematis alternata es una especie de liana de la familia de las ranunculáceas. Es originaria de Asia.

## Descripción
Es una planta trepadora. Las ramas son delgadas, aplanadas y pubérulas. La hojas alternas, simples, con pecíolo de 2.5 - 6 cm, las hojas como cuchillas ovadas, cordadas, o pentagonales, de 3 - 7 x 3 - 7.5 cm, como de papel, el envés densamente pubérulo a aterciopelado, el margen de la base cordada, el ápice agudo a corto acuminado; las venas basales ± prominentes abaxialmente. La inflorescencia es axilar, en cimas, con 1 - 3 flores; con pedúnculo de 3.4 - 7 cm, y brácteas pecioladas cortas, ampliamente ovadas a rómbicas, de 1 - 1.8 cm, tri-lobadas. Flores acampanadas,  de 1,5 - 2 cm de diámetro. Pedicelo 2,5 - 3,8 cm. Sépalos 4, rojos, erectos, ovado-oblongos, de 1,8 a 2,2 × 0,6 - 1,2 cm. Fl. julio, fr. agosto

## Distribución y hábitat
Clematis alternata se diferencia de las demás especies de Clematis en que tienen hojas alternas. Se ha considerado como el género separado Archiclematis. Se encuentra en los márgenes de los bosques, matorrales, a una altitud de 2200 - 2500 m s. n. m., en Xizang (Gyirong Xian) y Nepal.

## Taxonomía
Clematis alternata fue descrita por Kitam. & Tamura y publicado en Acta Phytotaxonomica et Geobotanica 15(5): 129, en el año 1954.
Etimología
Clematis: nombre genérico que proviene del griego klɛmətis. (klématis) "planta que trepa".
alternata: epíteto latino que significa "alterna".
Sinonimia
- Archiclematis alternata (Kitam. & Tamura) Tamura	[5]